# ويليام كامبل مور
ويليام كامبل مور هو سياسي كندي، ولد في 1923، وتوفي في أغسطس 1982.